# Citrus Park
Citrus Park ist  ein census-designated place (CDP) im Hillsborough County im US-Bundesstaat Florida mit 28.178 Einwohnern (Stand: 2020).

## Geographie
Citrus Park liegt rund zehn Kilometer nordwestlich von Tampa. Der CDP wird von der Florida State Road 589 (Veterans Expressway, mautpflichtig) durchquert.

## Demographische Daten
Laut der Volkszählung 2010 verteilten sich die damaligen 24.252 Einwohner auf 9.425 Haushalte. Die Bevölkerungsdichte lag bei 885,1 Einw./km². 78,4 % der Bevölkerung bezeichneten sich als Weiße, 8,7 % als Afroamerikaner, 0,4 % als Indianer und 4,7 % als Asian Americans. 4,3 % gaben die Angehörigkeit zu einer anderen Ethnie und 3,5 % zu mehreren Ethnien an. 33,6 % der Bevölkerung bestand aus Hispanics oder Latinos.
Im Jahr 2010 lebten in 38,0 % aller Haushalte Kinder unter 18 Jahren sowie 19,6 % aller Haushalte Personen mit mindestens 65 Jahren. 72,0 % der Haushalte waren Familienhaushalte (bestehend aus verheirateten Paaren mit oder ohne Nachkommen bzw. einem Elternteil mit Nachkomme). Die durchschnittliche Größe eines Haushalts lag bei 2,79 Personen und die durchschnittliche Familiengröße bei 3,13 Personen.
27,3 % der Bevölkerung waren jünger als 20 Jahre, 26,5 % waren 20 bis 39 Jahre alt, 31,6 % waren 40 bis 59 Jahre alt und 14,5 % waren mindestens 60 Jahre alt. Das mittlere Alter betrug 38 Jahre. 48,2 % der Bevölkerung waren männlich und 51,8 % weiblich.
Das durchschnittliche Jahreseinkommen lag bei 55.412 $, dabei lebten 11,5 % der Bevölkerung unter der Armutsgrenze.
Im Jahr 2000 war Englisch die Muttersprache von 80,47 % der Bevölkerung, spanisch sprachen 17,57 % und 1,96 % hatten eine andere Muttersprache.